# تیم ملی فوتسال ترکمنستان
تیم ملی فوتسال ترکمنستان نماینده ترکمنستان در مسابقات بین‌المللی فوتسال و یکی از تیم‌های فوتسال آسیایی است.
براساس رده‌بندی فیفا تیم فوتسال ترکمنستان جایگاه ۶۹ را در بین تیم‌های ملی فوتسال جهان دارد.